# Bab al-Azizia
Bab al-Azizia (en árabe: باب العزيزية‎ Bāb al ‘Azīzīyah,), también escrito como Bab al Aziziyah (y que significa literalmente, Puerta de Azizia), fue un cuartel militar y un complejo, situado en los suburbios del sur de la capital de Libia, Trípoli. Fue la ubicación de la base principal y residencia del líder libio, el coronel Muamar el Gadafi, hasta agosto de 2011.
Originalmente llamada Bab al-Aziziya, la base de 6 km² se encuentra estratégicamente ubicada al sur de Trípoli, en el extremo norte de la Autovía del Aeropuerto, lo que permite un fácil acceso tanto a los edificios del gobierno dentro de la ciudad, como acceso directo por carretera a alta velocidad hacia el Aeropuerto Internacional de Trípoli.
El complejo de la familia Gadafi en el cuartel contaba con instalaciones para banquetes y otros eventos públicos, pero se describe como que "no se prodiga en modo alguno frente a la ostentación de las familias de Estados petroleros del Golfo o del clan Hariri."

## Primer bombardeo en 1986
El sitio fue el objetivo principal de los bombardeos de EE. UU. a Libia del 15 de abril de 1986, autorizados por el presidente de EE. UU. Ronald Reagan en respuesta al bombardeo de la discoteca Berlín en 1986. 
Avisado por los primeros ministros de Malta Karmenu Mifsud Bonnici y de Italia Bettino Craxi, que aeronaves no autorizadas volaban sobre el espacio aéreo de Malta en dirección sur hacia Trípoli, Gadafi y su familia salieron de su residencia en el complejo momentos antes de que cayeran bombas desde 13 aviones de la Fuerza Aérea de EE. UU. Gadafi salió ileso, pero Hanna, su hija adoptiva de 15 meses de edad, murió y dos de sus hijos resultaron heridos. Dañada, y por lo tanto inutilizable durante un largo periodo de tiempo, las recepciones oficiales de Estado se trasladaron por un tiempo a los edificios de los cuarteles militares principales, tras el cual la familia Gadafi volvió a ocupar su sección en el Complejo. En la actualidad, el Complejo todavía muestra signos no reparados del ataque.

## Revolución de Libia de 2011

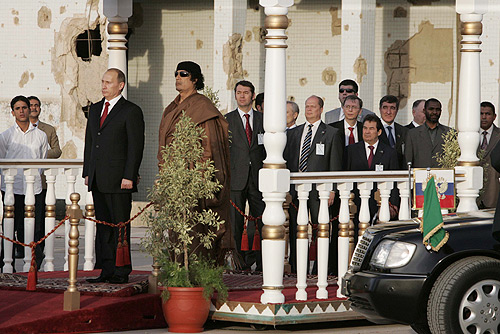
Muamar Gadafi con Vladímir Putin en Bab al-Azizia en 2008

### Segundo bombardeo, 20 de marzo de 2011
En la segunda noche de bombardeos de una Coalición Internacional liderada por Francia, Reino Unido y Estados Unidos que pretendía frenar los abusos cometidos por Muamar el Gadafi sobre gran parte de la población civil libia que se ha rebelado a su gobierno desde febrero de 2011.
A principios de la noche una columna de humo comenzó a salir del complejo palaciego en el que residía el coronel a las afueras de la capital. Un edificio administrativo de cuatro plantas, a 50 metros de la jaima en la que Gadafi recibe a sus invitados, ha quedado reducido a polvo, aparentemente por un misil crucero, lanzado por un submarino británico.

### 21 y 22 de marzo
El 21 de marzo de 2011 hubo intento de bombardear el lugar nuevamente pero fue detenido por la información que en el lugar había escudos humanos.
El 22 de marzo de 2011, El líder libio Muamar el Gadafi ha hecho una aparición pública desde las ruinas de su complejo presidencial se comprometió a salir victorioso en la batalla contra las fuerzas internacionales que buscan imponer una zona de exclusión aérea en su país y poner fin a los ataques contra civiles.
"No vamos a renunciar", dijo ante una multitud de seguidores, muchos de ellos ondeando banderas de Libia en un discurso transmitido por la televisión estatal.
"No nos aterrorizan. Estamos burlando sus cohetes. Los libios están riendo de estos cohetes. Vamos a derrotarlos con cualquier método", 

### 29 de marzo, nuevo bombardeo
Al menos tres fuertes explosiones se han escuchado en la capital Libia, Trípoli, en la zona próxima a la residencia de Muamar el Gadafi. 
La primera detonación fue seguido por las otras tres minutos más tarde, en la zona de Bab Al-Azizia, la residencia oficial del coronel, donde se oyeron sirenas de ambulancias. Según testigos presenciales, aviones de la OTAN sobrevolaron esta zona antes de atacar sus objetivos en tierra.

### 10 de abril: Reunión
Jacob Zuma, el presidente de Sudáfrica como parte de una delegación de alto nivel de la Unión Africana ha anunciado ante los periodistas reunidos en el palacio de Bab al Azizia, en Trípoli, que Gadafi ha aceptado la hoja de ruta que le plantea la Unión Africana (UA) para detener el conflicto libio.
Los delegados de la UA viajarán a Bengasi, principal bastión de los rebeldes, para entrevistarse con miembros del Consejo Nacional de Transición (CNT), al objeto de encontrar una solución que ponga fin a la sangrienta crisis libia, que se inició hace ya casi dos meses.

### 24 de abril
El 24 de abril, alrededor de las 23:00 UTC, el complejo fue bombardeado por la OTAN después de que dio una advertencia a los civiles en su interior. Los principales estudios de televisión fueron bombardeados también durante esta incursión. 

### Bombardeos de mayo de 2011
El 24 de mayo de 2011 Una serie de potentes explosiones sacudieron la capital libia de Trípoli durante la noche después de aviones de la OTAN llevó a cabo cerca de 20 bombardeos. Los testigos dicen que muchos de los ataques parecían estar cerca de un complejo militar, donde el líder libio Muammar Gadafi se puede ocultar. Un portavoz de la OTAN indicó que una instalación de almacenamiento de vehículos junto al campo de Bab al-Aziziya había sido herido en los bombardeos. 
El portavoz del Gobierno Ibrahim Moussa, sin embargo, afirmó que aviones de la OTAN erraron su objetivo, en lugar sorprendente cerca de casas de civiles. 
La televisión estatal libia mostró 19 cadáveres en un hospital. Los trabajadores del hospital afirmó que las víctimas eran civiles que murieron a manos de los "cruzados de la OTAN. 
El 25 de mayo de 2011 Por lo menos cinco grandes explosiones sacudieron la capital libia de Trípoli durante la noche, como la campaña militar de la OTAN continuó. Por segunda noche consecutiva, los ataques aéreos dirigidos el área alrededor de Bab coronel Muammar Gaddafi recinto de al-Aziziya. 
Rusia ha dicho que los ataques eran una "grave violación" de la resolución, que Moscú no votar. Andrés de la BBC en Trípoli del Norte dijo que los ataques del martes no fueron tan grandes como las que en la noche del lunes, pero aún sacudió edificios en un área amplia. penachos de humo se podía ver a la deriva sobre la ciudad. La OTAN dice que el gran complejo de Bab al-Aziziya ha sido utilizado por el régimen como una base para las tropas y los vehículos utilizados para llevar a cabo ataques contra civiles. Pero las autoridades libias dice que la OTAN está tratando de matar a Gadafi y que los ataques nocturnos están aterrorizando a los residentes de Trípoli. 
28 de mayo de 2011 una serie de explosiones sacudieron la capital libia de Trípoli el sábado por la mañana, incluyendo explosiones en un complejo que pertenece al gobernante libio Muammar Gadafi y el otro en un compuesto tribales cercanas, dijo un funcionario gubernamental. El funcionario dijo que se produjo un golpe a Bab bin Ghashir, un compuesto tribal cerca de Bab Gadafi recinto de al-Aziziya, donde los ataques se produjeron otros. El funcionario cree que los ataques fueron ataques de la OTAN. huelgas de la mañana en Trípoli son raros. La OTAN confirmó uno de los ataques - un funcionario de prensa dijo que el ataque de Bab bin Ghashir estaba programada para minimizar las bajas civiles. La OTAN dijo que apuntaba a una zona de almacenamiento de vehículos en Bab bin Ghashir

### 7 de junio
Varios aviones de la OTAN han bombardeado la zona en la que se sitúa el complejo presidencial de Muamar al Gadafi en el centro de Trípoli, capital Libia, cubierto ahora con una enorme columna de humo.

### 9 de junio
De acuerdo con una nota de Radio Habana Cuba, al menos dos fuertes explosiones sacudieron esta madrugada el centro de Trípoli, la primera cerca del complejo residencial de Al Gaddafi en Bab Al-Aziziyah y la segunda en inmediaciones de un hotel donde se alojan los corresponsales extranjeros.
Según la nota Testigos indica, que la mayoría de los edificios en el distrito de Bab Al-Aziziyah están totalmente destruidos y vacíos en previsión de que la OTAN cumpla su amenaza de una escalada para acelerar la salida del líder libio, Muamar el Gadafi

### 14 de junio
Una columna de humo gris se alzó antes del amanecer del 14 de junio de 2011 en torno al complejo de Bab al-Azizia, en el que suele residir Gadafi. Las detonaciones del bombardeo pudieron sentirse en un hotel usado por los periodistas en la capital.
No quedó en claro cuál fue el objetivo y los funcionarios libios no formularon comentarios.
La aviación de la OTAN ha bombardeado repetidamente el complejo residencial, donde partidarios del gobierno Libio se congregan cada noche para apoyar a su acosado líder. El ataque más reciente ocurrió horas después varios activistas extranjeros opuestos a la guerra se congregaron en el complejo militar ya casi destruido.

## 23 de agosto, Asalto

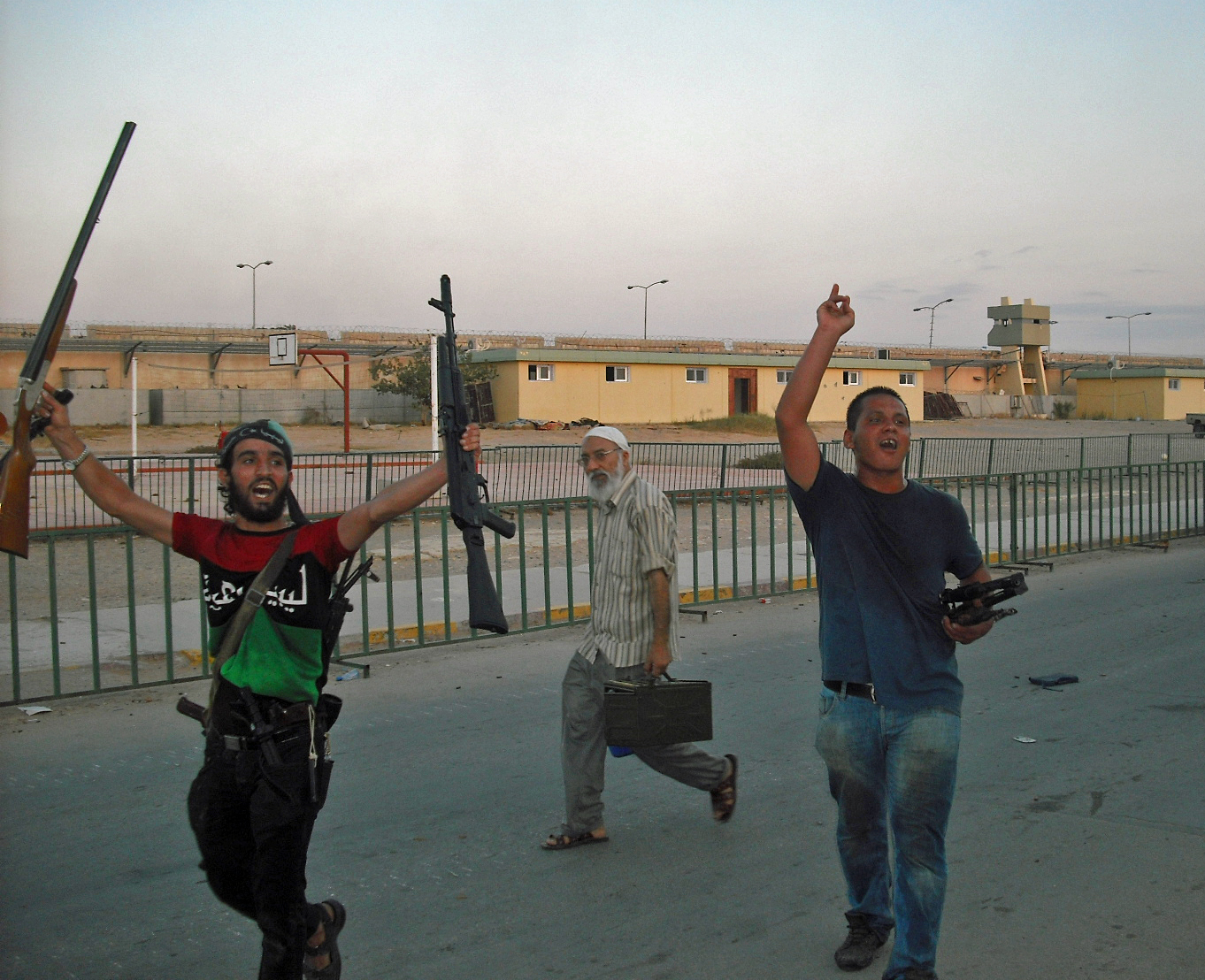
Rebeldes Libios celebrando la captura del cuartel general de Muamar el Gadafi en Trípoli.

En la mañana del 23 de agosto las fuerzas rebeldes se lanzaron al asalto del complejo de Bab al-Azizia iniciando violentos combates con los defensores gadafistas del reducto; los soldados leales a Gadafi opusieron gran resistencia, e incluso lograron en un primer momento repeler el primer gran asalto contra una de las puertas de la enorme residencia, pero finalmente después de varias horas de combates muchos de ellos tuvieron que entregar las armas. El momento decisivo se produjo cuando los asaltantes rebeldes tiraron abajo las murallas de cemento del complejo e ingresaron a él en medio de un nutrido tiroteo en lo que un corresponsal de guerra presente calificó de "escena increíble"; los rebeldes continuaron avanzando, atravesaron una tercera puerta y llegaron a un edificio que es considerado la vivienda de Gadafi, donde ondearon la bandera rebelde. Cientos de rebeldes y civiles entraron al complejo y comenzaron a apoderarse de todo el material de guerra que estaba en manos de los gadafistas y a saquear las residencias y edificios del complejo; incluso se vieron rebeldes paseando en los vehículos que eran de Gadafi. Las imágenes de televisión mostraron a los rebeldes corriendo por los jardines del enorme complejo y gritando de alegría por la caída del baluarte, y algunos de ellos destruyeron una estatua de bronce de Gadafi y otros posaron montados arriba de la simbólica estatua que conmemoraba el ataque estadounidense de 1986 y en la que Gadafi acostumbraba dar sus discursos; aunque también se siguen escuchando tiroteos dentro del complejo por algunos francotiradores gadafistas que siguen disparando a los rebeldes dentro de Bab al-Azizia. Los rebeldes registraron todas las edificaciones buscando a Gadafi pero no pudieron encontrarlo haciendo evidente que huyó de allí en algún momento desde el inicio de la batalla por la capital; por lo que aunque la conquista del complejo es un golpe crucial dentro de esta batalla final, no significó el fin de la resistencia de Gadafi y por lo tanto de la guerra.

## 17 de octubre: Demolición
Las nuevas autoridades libias decidieron comenzar la demolición de Bab el-Aziziya, que consideran un símbolo de la dictadura.
Ahora, en el solar que ha dejado tras de sí el complejo, se ha erigido en un mercado semanal de animales domésticos. 
«Antes nunca pudimos atravesar estos muros, y ahora los tiramos para no tener que recordar aquellos días oscuros», relató a AP Tarek Saleh, uno de los revolucionarios que rememoró cómo Bab el-Aziziya se había convertido en un centro de tortura y el principal cuartel general de las tropas del coronel.

### 30 de octubre
El 30 de octubre ya había sido completamente demolido, con la esperanza de que se transforme en un parque público. Los túneles subterráneos, ahora descubiertos al aire libre, son visitados por muchos curiosos. Las pocas paredes que quedan, desnudas todas ellas, están llenas de grafitis.